# Островы (Житомирская область)
Островы (укр. Острови) — село на Украине, основано в 1463 году, находится в Овручском районе Житомирской области.
Код КОАТУУ — 1824283303. Население по переписи 2001 года составляет 116 человек. Почтовый индекс — 11100. Телефонный код — 4148. Занимает площадь 0,58 км².

## Адрес местного совета
11122, Житомирская область, Овручский р-н, с. Левковичи